# スムーズジャズ
スムーズジャズまたはスムースジャズ (Smooth jazz) とは、1980年代末にアメリカのラジオ局が使い始めた、ジャズのジャンルに関する音楽用語の一つである。フュージョン、クロスオーバーの流れから派生した様式で、1990年代にはジャンル名として確立された。

## 概要
ポップ・ジャズは古くから存在するが、スムーズ・ジャズの直接的なルーツはフュージョンとみなされている。スムーズ・ジャズは、特に聞き心地が良いことから、テレビやラジオのBGMとして使用されることも多い。イージーリスニング、ミドル・オブ・ザ・ロード（中道）の現在進行形でもあるともいえる。アメリカには、スムーズ・ジャズ専門のラジオ局がある。

## 歴史
アメリカの『ビルボード』誌によれば、フュージョンと共にコンテンポラリー・ジャズに属され、近年のラジオ・ステーションではNAC（ニュー・アダルト・コンテンポラリー）というフォーマットで呼ばれていることもある。
1970年代半ばから後半にかけて、リー・リトナー、ラリー・カールトン、アル・ディ・メオラ、スタッフ、ザ・クルセイダーズ、ジョージ・ベンソン、グローヴァー・ワシントン・ジュニアらのフュージョンが流行した。チャック・マンジョーネの「フィールズ・ソー・グッド」(1978)やスパイロ・ジャイラの「モーニングダンス」などは、ポップ・チャートでもヒットした。1980年代前半まではフュージョン人気が続いたが、1980年代後半にフュージョンが飽きられてきたことから、レコード会社にとって新ジャンル名が必要とされた。この時期にケニー・Gが登場し、スムーズ・ジャズの最も早い時期のミュージシャンになった。。その後もナジーやハリー・コニック・ジュニア、ノラ・ジョーンズらが活躍した。
1992年に発売されたケニーGのアルバム「ブレスレス」は、その創造性の欠如を理由に、批評家から批判された。ディグビー・フェアウェザーは、イギリスのジャズ・ラジオ局「the　Jazz」がスタートする以前に、廃止されたラジオ局「102.2 Jazz FM」でスムースジャズ形式への変更を非難した。彼は、オーナーの「GMGラジオ」は、「暴行未遂と(幸いにも)音楽の再定義」に責任があると述べた。これは、境界内の「真のジャズ愛好家」が決して忘れたり許したりすることができないことである」と述べた。

## 主なミュージシャン

### 0–9
- 3rd Force（サード・フォース、グループ）

### A
- Acoustic Alchemy（アコースティック・アルケミー、グループ）
- Al Di Meola（アル・ディ・メオラ、ギター）
- Alex Bugnon（アレックス・バグノンまたはアレックス・ブニオン、キーボード）
- Al Jarreau（アル・ジャロウ、ヴォーカル）
- Art Porter（アート・ポーター、サックス）

### B
- Babao（ババオ、インストゥルメンタルバンド、サックス、ギター他）
- Basia（バーシア、ボーカル）
- Bill Sharpe（ビル・シャープ、シャカタクのメンバー）
- Bob Baldwin（ボブ・ボールドウィン、ピアノ、キーボード）
- Bob James（ボブ・ジェームス、キーボード）
- Boney James（ボニー・ジェイムス、サックス）
- Bradley Joseph（ブラッドリー・ジョセフ、キーボード）
- Brandon Fields（ブランダン・フィールズ、サックス、参考：MySpace.com - Brandon Fields - VALLEY VILLAGE, California - Jazz / Fusion、オフィシャルサイト、allmusic Brandon Fields）
- Braxton Brothers（ブラクストン・ブラザーズ、グループ、参考：MySpace.com - Braxton Brothers - SAN FRANCISCO, California - Soul / Jazz、オフィシャルサイト、allmusic The Braxton Brothers）
- Brian Culbertson（ブライアン・カルバートソン、キーボード、プロデュース）
- Brian Simpson（ブライアン・シンプソン、キーボード、参考：MySpace.com - BRIAN SIMPSON - Los Angeles, California - Jazz / Nu-Jazz、オフィシャルサイト、allmusic Brian Simpson）
- BWB（BWB、グループ）

### C
- カシオペア（日本）
- Chieli Minucci（キエリ・ミヌッチ、ギター、参考：スペシャルEFX）
- Chris Botti（クリス・ボッティ、トランペット）
- Chuck Loeb（チャック・ローブ、ギター）
- Chuck Mangione（チャック・マンジョーネ、フリューゲルホーン）
- Cindy Bradley（シンディ・ブラッドレイ、トランペット）
- Clark=Duke Project：クラーク・デューク・プロジェクト
- Craig Chaquico（クレイグ・チャキーコ、ギター）
- The Crusaders（ザ・クルセイダーズ）

### D
- Dan Siegel（ダン・シーゲル、キーボード）
- Dave Grusin（デイヴ・グルーシン、キーボード、プロデュース）
- Dave Koz（デイヴ・コーズ、サックス）
- Dave Valentin：デイヴ・ヴァレンティン
- David Benoit（デイヴィッド・ベノワ、キーボード）
- David Sanborn（デイヴィッド・サンボーン、サックス）
- Doc Powell（ドク・パウエル、ギター）
- Don Grusin（ドン・グルーシン、キーボード、プロデュース）
- Down to the Bone（ダウン・トゥ・ザ・ボーン、グループ）

### E
- Earl Klugh（アール・クルー、ギター）
- Eric Marienthal（エリック・マリエンサル、サックス）
- Euge Groove（ユージ・グルーヴ、サックス）
- Everette Harp（エヴァレット・ハープ、サックス）

### F
- Fattburger（ファットバーガー、グループ）
- Fourplay（フォープレイ、グループ）
- Fruitcake（フルーツケーキ、オランダ）

### G
- George Benson（ジョージ・ベンソン、ギター）
- George Duke（ジョージ・デューク、キーボード）
- George Howard（ジョージ・ハワード、サックス）
- Gerald Albright（ジェラルド・アルブライト、サックス）
- Gregg Karukas（グレッグ・カルーカス、キーボード）
- Grover Washington, Jr.（グローヴァー・ワシントン・ジュニア、サックス）

### H
- Harry Conick Jr.（ハリー・コニック・ジュニア）
- Harvey Mason（ハーヴィー・メイソン、ドラム）
- Hiroshima（ヒロシマ、グループ）
- Honda　Masato（本田雅人、サックス、フルート他）
- Hubert Laws（ヒューバート・ロウズ）

### J
- jaja（ジャジャ、グループ、参考：MySpace.com - jaja - JP - Pop / Jazz / Healing & EasyListening、オフィシャルサイト、allmusic Jaja）
- Jeff Golub（ジェフ・ゴルブ、ギター）
- Jeff Kashiwa（ジェフ・カシワ、サックス）
- Jeff Lorber（ジェフ・ローバー、キーボード）
- Jerry Hey（ジェリー・ヘイ、トランペット）
- Jimmy Sommers（ジミー・ソマーズ、サックス、参考：MySpace.com - Jimmy Sommers - Los Angeles, California - Jazz / R&B / Pop、オフィシャルサイト、allmusic Jimmy Sommers）
- Joe McBride（ジョー・マクブライド、キーボード、参考：allmusic Joe McBride、Joe McBride : Concord Music Group）
- Joe Sample（ジョー・サンプル、キーボード）
- John Klemmer（ジョン・クレマー、サックス）
- Jonathan Fritzen（ジョナサン・フリッツェン、ピアノ、キーボード）
- Jonathan Butler（ジョナサン・バトラー、ギター）
- Joyce Cooling（ジョイス・クーリング、ギター）

### K
- Ken Navarro（ケン・ナヴァロ、ギター）
- Kenny G（ケニー・G、サックス）
- Kim Waters（キム・ウォーターズ、サックス、参考：MySpace.com - Kim Waters - Washington, Washington DC - Nu-Jazz / Lounge / Down-tempo、オフィシャルサイト、allmusic Kim Waters）
- Kirk Whalum（カーク・ウェイラム、サックス）

### L
- Larsen=Fayton Band：ラーセン・フェイトン・バンド
- Larry Carlton（ラリー・カールトン、ギター）
- Lee Ritenour（リー・リトナー、ギター）

### M
- 松居慶子、キーボード
- Marc Antoine（マーク・アントワン、ギター）
- Marcus Johnson（マーカス・ジョンソン、キーボード）
- Marcus Miller（マーカス・ミラー、ベース）
- Marion Meadows（マリオン・メドウズ、サックス）
- Mezzoforte（メゾフォルテ、アイスランド）
- Michael Lington（マイケル・リントン、サックス）
- Mindi Abair（ミンディ・エイベア、サックス）

### N
- Najee（ナジー、サックス）
- Narita　Rei（成田玲、ピアノ）
- Nathan East（ネイザン・イースト、ベース）
- Nelson Rangell（ネルソン・ランジェル、サックス、フルート）
- Nils（ニルス、ギター、参考：MySpace.com - NILS - Hidden Hills, California - Jazz / Funk / Nu-Jazz、オフィシャルサイト、allmusic Nils）
- Norah Jones（ノラ・ジョーンズ）
- Norman Brown（ノーマン・ブラウン、ギター）

### O
- Omar Hakim（オマー・ハキム、ドラム）

### P
- Pamela Williams（パメラ・ウィリアムス、サックス）
- Paul Brown（ポール・ブラウン、プロデューサー、ギター）
- Paul Hardcastle（ポール・ハードキャッスル、キーボード）

ハードキャッスルのプロジェクト。
- Jazzmasters（ジャスマスターズ）
- Kiss The Sky（キッス・ザ・スカイ）

- Paul Jackson, Jr.（ポール・ジャクソン・ジュニア、ギター）
- Paul Taylor（ポール・テイラー、サックス）
- パット・メセニー
- Peter White（ピーター・ホワイト、ギター）
- Philippe Saisse（フィリップ・セス、キーボード）
- Pieces of a Dream（ピーセズ・オブ・ア・ドリーム、グループ）

### R
- Ramsey Lewis（ラムゼイ・ルイス、ピアノ）
- Richard Elliot（リチャード・エリオット、サックス）
- Rick Braun（リック・ブラウン、トランペット、プロデュース）
- The Rippingtons（ザ・リッピントンズ、グループ）
- Ronny Jordan（ロニー・ジョーダン、ギター）
- Ronnie Laws（ロニー・ロウズ）
- Russ Freeman（ラス・フリーマン、ギター、プロデュース）

### S
- Sade（シャーデー、グループ）
- Scott Wilkie（スコット・ウィルキー、キーボード、参考：allmusic Scott Wilkie、オフィシャルサイト）
- Shakatak（シャカタク、グループ）
- Special EFX（スペシャルEFX、グループ）
- Spyro Gyra（スパイロ・ジャイラ、グループ）
- Steve Cole（スティーヴ・コール、サックス）
- Steve Reid（スティーヴ・リード、ドラム、パーカッション）
- スタッフ（グループ）

### T
- T-Square
- 高中正義、ギター
- Tim Bowman（ティム・ボウマン、ギター）
- Tokyo Smooth（東京スムース、バンド）オフィシャルサイト
- 東京事変[5]
- Tom Scott（トム・スコット、サックス）
- Torcuato Mariano（トルクアート・マリアーノ、ギター、参考：MySpace.com - Torcuato Mariano - Rio de Janeiro - Jazz / Latin / Nu-Jazz、オフィシャルサイト、allmusic Torcuato Mariano）

### U
- U-Nam（ユーナム（本名：Emmanuel Abiteboul）、ギター、参考：MySpace.com - U-Nam - Los Angeles / Rancho Cucamonga, US - Jazz / Soul / R&B、オフィシャルサイト、allmusic U-Nam）
- Urban Knights（アーバン・ナイツ、グループ）

### W
- Walter Beasley（ウォルター・ビーズリー、サックス）
- Warren Hill（ウォーレン・ヒル、サックス）
- 渡辺貞夫
- 渡辺香津美
- Wayman Tisdale（ウェイマン・ティスデイル、バスケ選手がジャズ演奏家も副業で。ベース）
- Will Downing（ウィル・ダウニング、ヴォーカル）

### Y
- イエロージャケッツ（グループ）

## 主なレーベル
- GRPレコード（ヴァーヴ/ユニバーサル・ミュージック傘下）
- ヘッズ・アップ（テラーク/コンコード傘下）
- ナラダ・プロダクション（ナラダ・レコード、ナラダ・ジャズ（ジャズ部門）とも。ヴァージン/EMI傘下）
  - ハイアー・オクターヴ（ナラダ傘下）
- ピーク・レコード（コンコード傘下）
- ウィンダム・ヒル・レコード（RCA/BMG傘下） - 現在はジャズ部門を閉鎖。
- ランデヴー・エンタテインメント
- アーティストリー・ミュージック
- シャナキー・レコード（レゲエ中心、インデペンデント・レーベル）